# New Foundations
New Foundations (NF) ist der Name einer axiomatischen Mengenlehre von Willard Van Orman Quine, benannt nach dessen Aufsatz New Foundations for Mathematical Logic (Neue Grundlagen der mathematischen Logik) von 1937. NF tendiert in mancher Hinsicht zur Typentheorie und benutzt zur Mengenbildung stratifizierte oder geschichtete Ausdrücke. NF enthält neben dem Extensionalitätsaxiom ein Komprehensionsschema, das für unendlich viele Einzelaxiome steht und zur Mengenkonstruktion dient. Theodore Hailperin zeigte 1944, dass NF endlich axiomatisierbar ist, dass also das Komprehensionsschema durch endlich viele Einzelaxiome (9 Axiome) ersetzt werden kann. NF unterscheidet sich von der Zermelo-Fraenkel-Mengenlehre in vielen Punkten: Das Fundierungsaxiom gilt hier nicht, da es in NF Mengen gibt, die Element von sich selbst sind, etwa die Allmenge; das steht im Widerspruch zu Folgerungen aus dem Fundierungsaxiom. Auch das Auswahlaxiom kann nicht als Axiom zu NF hinzu genommen werden – Ernst Specker  bewies 1949 dessen Unverträglichkeit mit den übrigen Axiomen von NF. Außerdem kann man die Existenz der Menge der natürlichen Zahlen nicht beweisen. Der NF-Mengenbegriff weicht also stark vom eingebürgerten Mengenbegriff ab, so dass man NF eher als eine Theorie real existenter Klassen auffassen kann.

## Mathematical Logic
In seinem Buch Mathematical Logic (Mathematische Logik) erweiterte Quine 1940 NF zu ML. Er fügte den Axiomen von NF ein Klassenexistenzaxiom hinzu, ein Schema, das für unendlich viele Einzelaxiome steht, das Mengen zu Klassen zusammenfasst. Allerdings gestattete er im Mengenbildungsaxiom der 1. Auflage seines Buches die Benutzung von Klassenvariablen als Parameter, die nicht quantifiziert werden durften. 1942 zeigte John Barkley Rosser, dass sich in diesem Axiomensystem das Burali-Forti-Paradoxon herleiten lässt. Hao Wang versperrte dieser Antinomie den von Rosser aufgezeigten Weg nach ML, in dem er in seinem Aufsatz von 1950 das Mengenexistenzschema aus NF auch in ML benutzte. Quine setzte es dann in späteren revidierten Auflagen seiner Mathematical Logic ebenfalls ein. Daher ist das Mengenexistenzaxiom wie in NF endlich axiomatisierbar, während es für das Klassenexistenzaxiom noch eine offene Frage ist.